# Investigation of Convective Updrafts
Pour l'os de l'oreille, voir Enclume (os).
Investigation of Convective Updrafts plus communément désigné par son acronyme INCUS est une mission développée par l'agence spatiale américaine, la NASA composée de trois petits satellites volant en formation. Chacun de ces satellites emporte un radar fonctionnant en bande Ka et l'un des trois instrument emporte un radiomètre. Ces instruments doivent permettre d'analyser à un intervalle de quelques minutes les mouvements verticaux au sein des tempêtes convectives. Ces processus mal modélisés jouent en effet un rôle important à la fois dans les prévisions météorologiques et dans les modèles climatiques. INCUS fait partie des missions de la NASA de la classe Earth Venture caractérisées par leur faible coût. La mission a été sélectionnée en 2021 et elle doit être placée en orbite vers octobre 2026. 
Les progrès technologiques sur les instruments embarqués (masse, consommation électrique) ont permis de concevoir des satellites de petite taille (100 kilogrammes). Le recours par ailleurs à des composants déjà développés ont permis de limiter le coût de la mission qui s'élève à 177 millions US$ hors coût de lancement.

## Contexte
Les radars et radiomètres installés sur des satellites circulant sur une orbite basse (altitude inférieure à 1 000 kilomètres) sont utilisés pour mesurer la quantité de vapeur d'eau présente dans les nuages. Mais la fréquence d'échantillonnage d'un système nuageux donné (par exemple cyclone) est faible : un satellite donné a rarement l'occasion d'observer un tel système plus d'une fois durant le cycle de vie de cette formation nuageuse. Les mêmes instruments installés sur des satellites géostationnaires (altitude 36 000kilomètres) ne peuvent observer que la partie supérieure d'un système nuageux tandis que les radars terrestres ne couvrent qu'une région relativement restreinte et ne peuvent effectuer des observations au-dessus de la majeure partie des océans. Les progrès technologiques récents ont permis de miniaturiser les radiomètres et les radars tout en réduisant leur coût, ce qui permet d'envisager la réalisation d'une formation de satellites de faible taille et de coût réduit équipés de ces instruments et circulant en convoi, permettant d'observer avec une fréquence temporelle rapprochée de l'ordre de la minute l'évolution d'un système nuageux. La mission INCUS a pour objectif de mettre en œuvre une telle configuration de trois micro-satellites équipés chacun d'un radar fonctionnant en bande Ka et d'un radiomètre micro-ondes effectuant ses observations dans canaux distincts. 

## Historique
La mission INCUS, proposée par Susan van den Heever de l'Université d'État du Colorado de Fort Collins est sélectionnée en 2021 par la NASA pour devenir une mission de la classe Earth Venture. Ces missions de l'agence spatiale américaine sont caractérisées par des coûts faibles associés à des risques élevés et relèvent du domaine de l'observation de la Terre. Le budget de la mission est de 177 millions US$ hors coût de lancement. Plusieurs établissements de la NASA sont impliqués dans le projet tandis que les sociétés Blue Canyon Technologies et Tendeg LLC doivent fournir des composants importants des satellites. Leur lancement est planifié vers 2027,.

## Objectifs
La mission INCUS portera plus particulièrement sur l'étude des mouvements verticaux au sein des tempêtes. Ces mouvements verticaux jouent un rôle central dans l'intensité des tempêtes, la formation des nuages de l'étage supérieur - et à ce titre dans le changement climatique - et dans la circulation atmosphérique à grande échelle. Malgré leur importance, ces phénomènes sont aujourd'hui très mal pris en compte par les prévisions météorologiques et les modèles climatiques.
Les objectifs de la mission sont de déterminer : 
- les principales caractéristiques de l'environnement gouvernant la convection des masses d'air au sein des tempêtes tropicales.
- la relation entre les flux d'air convectifs et la formation des cumulonimbus à fort développement vertical.
- la relation entre d'une part les flux d'air convectifs et d'autre part le type et l'intensité des phénomènes météorologiques violents.

## Caractéristiques techniques
Chaque satellite repose sur une plateforme déjà commercialisée par la société Blue Canyon (X-Sat). Le satellite stabilisé 3 axes a une masse d'environ 100 kilogrammes. Des panneaux solaires fournissent environ 190 Watts d'énergie. Les deux instruments embarqués sont :
- Un radar fonctionnant en bande Ka ayant une résolution spatiale horizontale de 3,1 kilomètres et une résolution verticale de 240 mètres avec une fauchée de 9 kilomètres. L'instrument qui est fourni par le Jet Propulsion Laboratory dérive de l'instrument installé à bord du CubeSat RainCube (démonstrateur technologique lancé en 2018). Il a une masse d'environ 7 kilogrammes.
- Un radiomètre micro-ondes (équipe un seul satellite) collectant des données dans les fréquences 87, 165, 174, 178 et 181 GHz. Sa résolution horizontale est de 16 kilomètres et sa fauchée est de 1000 kilomètres. L'instrument qui est fourni par le Jet Propulsion Laboratory dérive de l'instrument installé à bord du CubeSat TEMPEST-D (démonstrateur technologique lancé en 2018). Il a une masse d'environ 3,8 kilogrammes.

## Déroulement de la mission
Les trois satellites doivent circuler en formation serrée sur la même orbite : le premier satellite équipé d'un radar est suivi, après un intervalle de temps de 30 secondes par le deuxième satellite de la formation. Le troisième satellite, qui est le seul à emporter à la fois un radar et un radiomètre, lui succède 90 secondes plus tard. Cette formation permet de collecter à intervalles rapprochés les caractéristiques d'une tempête. Les données collectées permettent de déterminer l'évolution des flux d'air convectifs. Les satellites bouclent environ 15 orbites par jour. Les latitudes observées dépendront de l'inclinaison orbitale retenue (entre 22,5 et 29°).
Les données recueillies comprennent l'identification des masses de flux d'air convectif avec le recueil d'images tridimensionnelles de la réflectivité et l'observation passive dans 5 canaux micro-ondes. Chaque satellite collectera jusqu'à 2,2 gigaoctets de données.